# Sentier de Beautiran
Le sentier de Beautiran est un sentier de randonnée de 8 km situé en Guadeloupe sur l'île de Grande-Terre sur le territoire de la commune de Petit-Canal.

## Description

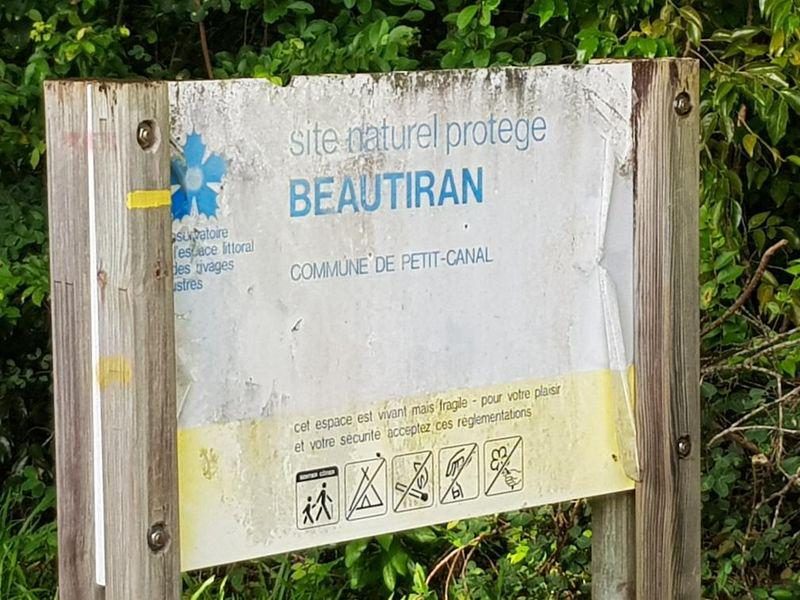
Panneau du conservatoire du littoral du site de Beautiran

Sentier historique, la randonnée parcourt le trajet de l'ancienne voie de chemin de fer menant à l'usine sucrière désaffectée de la pointe Beautiran, en traversant des plantations de cannes à sucre, des plans d'eau qui étaient utilisés pour abreuver les animaux de traits et la mangrove. Le parcours est jalonné de vestiges du chemin de fer (ancienne locomotive, wagons, rails...) et aboutit à l'ancien port de Beautiran où venait jusqu'au début des années 1960, de nombreux navires. Il s'agissait du port d'expédition du sucre et du rhum produit à l'usine nommée Beauport, ainsi que le port de réception du charbon utilisé pour les machines à vapeur et des engrais pour les cultures. Des chalands y faisaient la navette avec Pointe-à-Pitre et permettaient les échanges avec l'usine de Darboussier.
Le site est classé au Conservatoire du Littoral. 
Le départ de la randonnée est peu après le parking du stade de Petit-Canal en empruntant la Nationale 6 en direction de Port-Louis, face au lieu-dit Trou à Sirop. Elle passe successivement par les sites suivants : 
- Ancien moulin
- Mare de Castex
- Ancien pont de la voie ferrée de Beautiran
- Mangrove
- Beautiran
- Vestiges de l'ancienne usine
- Chapelle de Beautiran
- Ancien port d'embarquement de la sucrerie Beauport.

Le parcours compte un carbet à mi-parcours et un autre à la fin du parcours. La pointe Sable de Bar fait face au site.

## Galerie

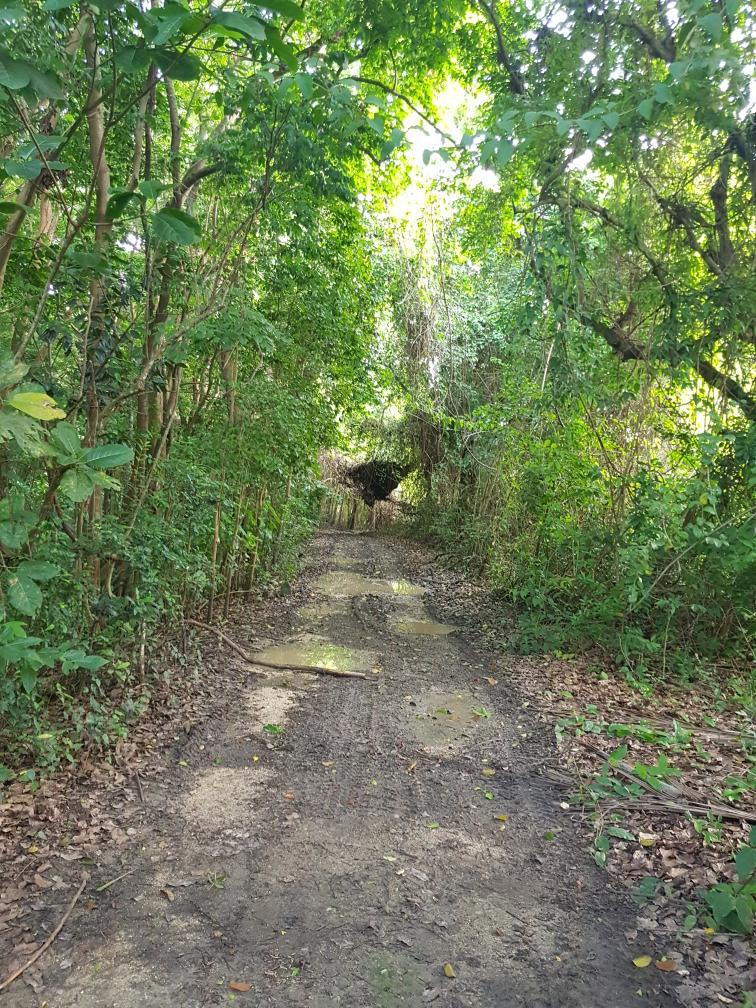
Sentier de Beautiran.
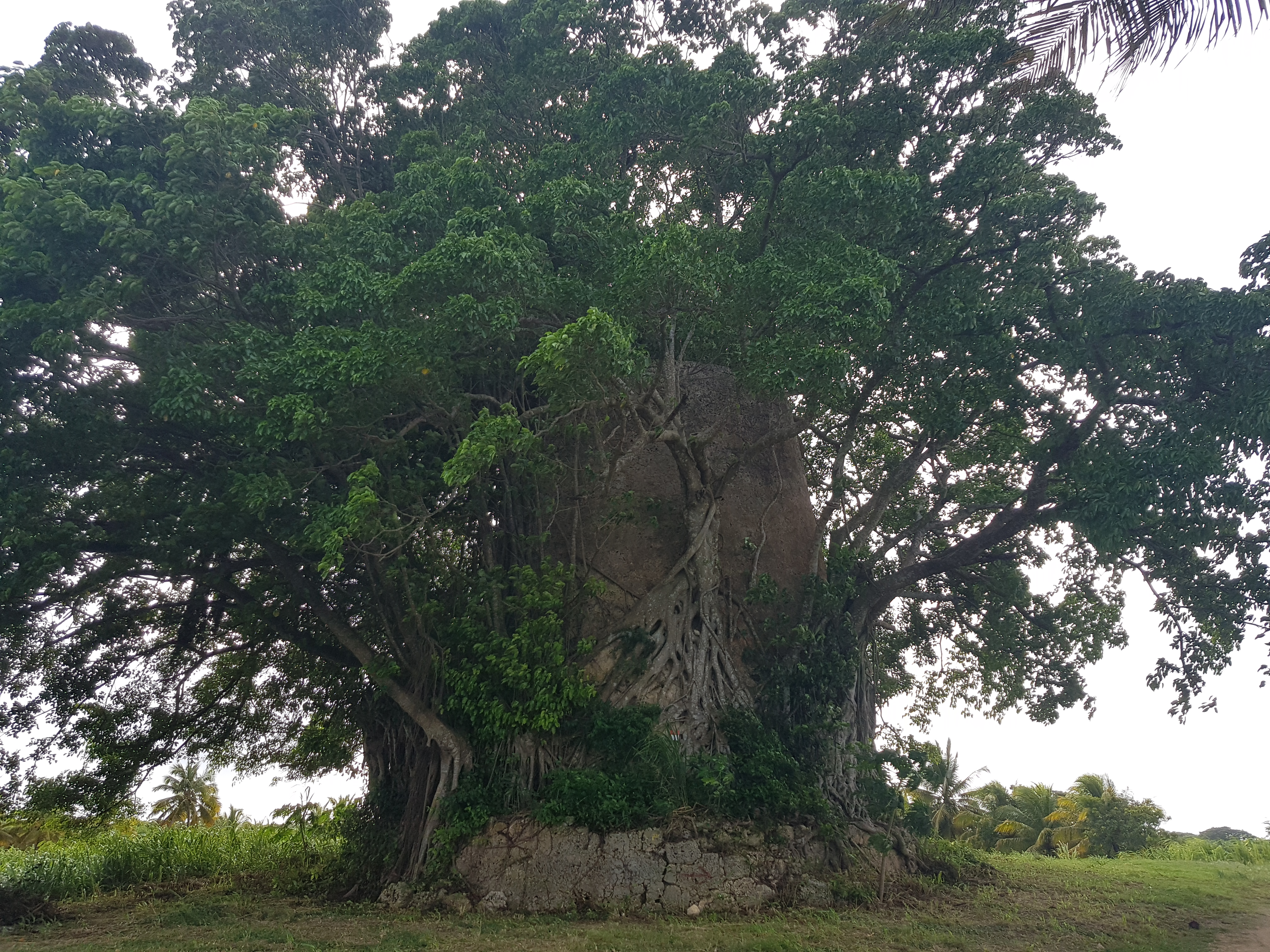
Ancien moulin.
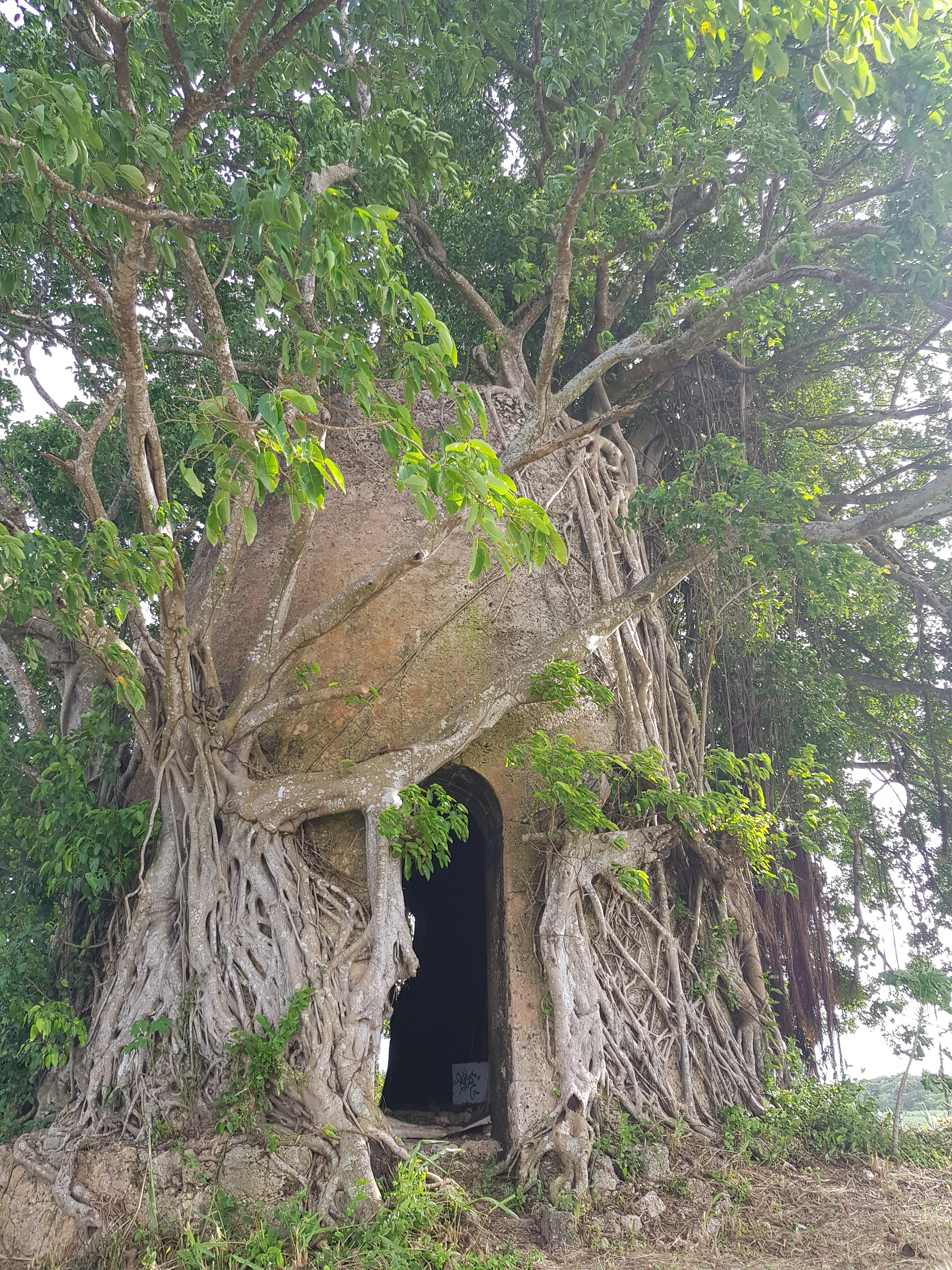
Entrée du moulin.
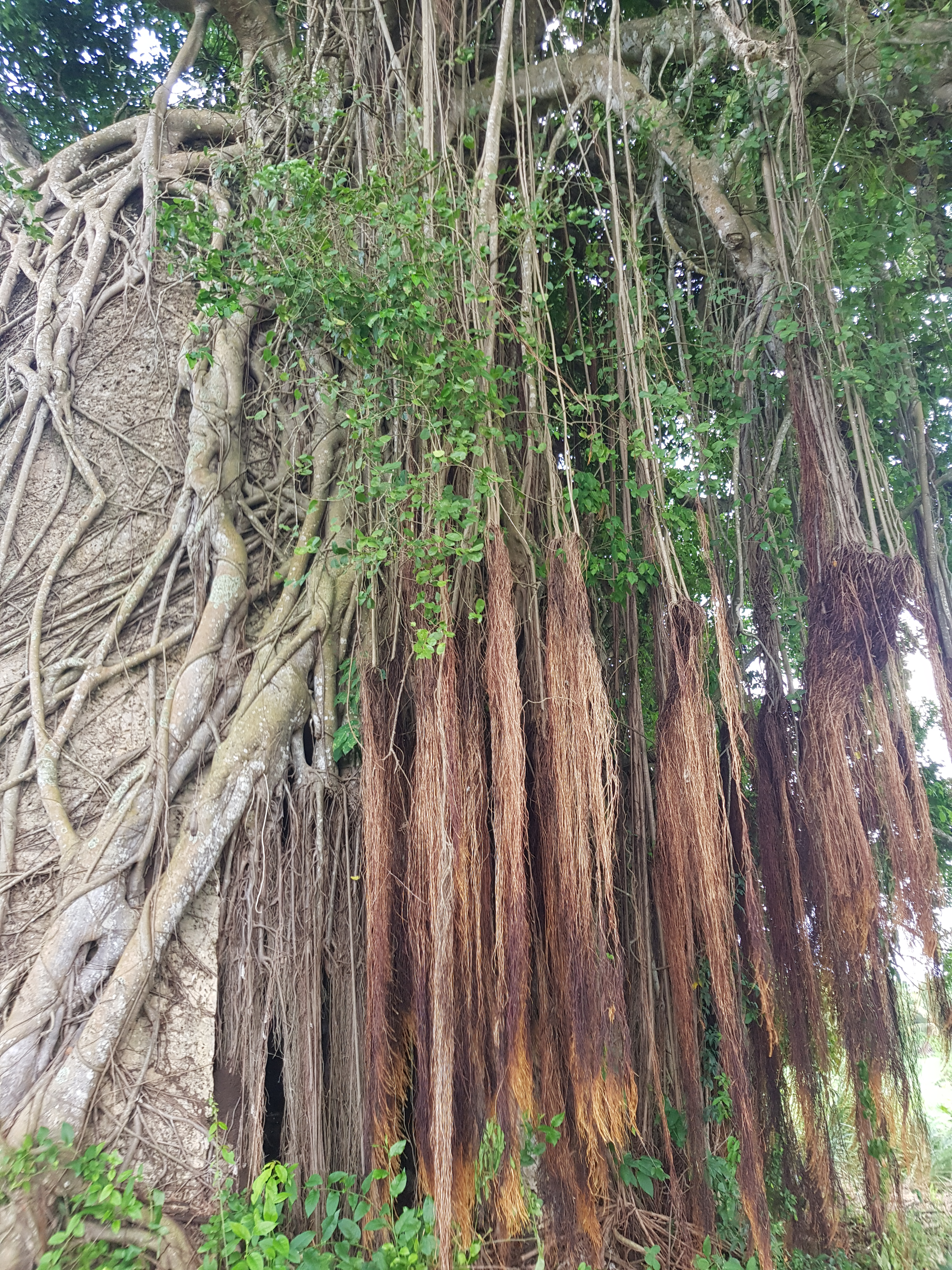
Figuier couvrant le moulin.
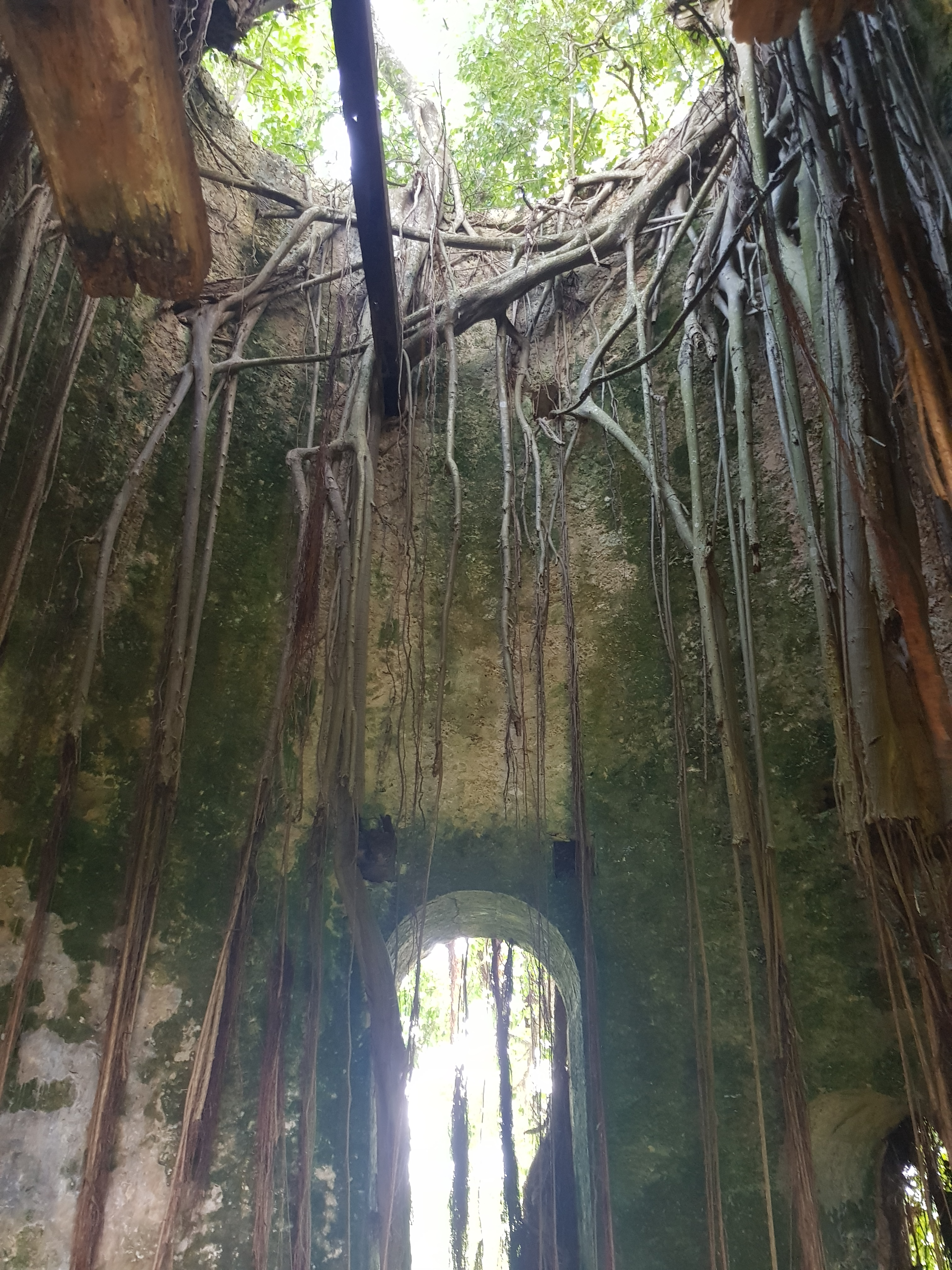
Intérieur du moulin.
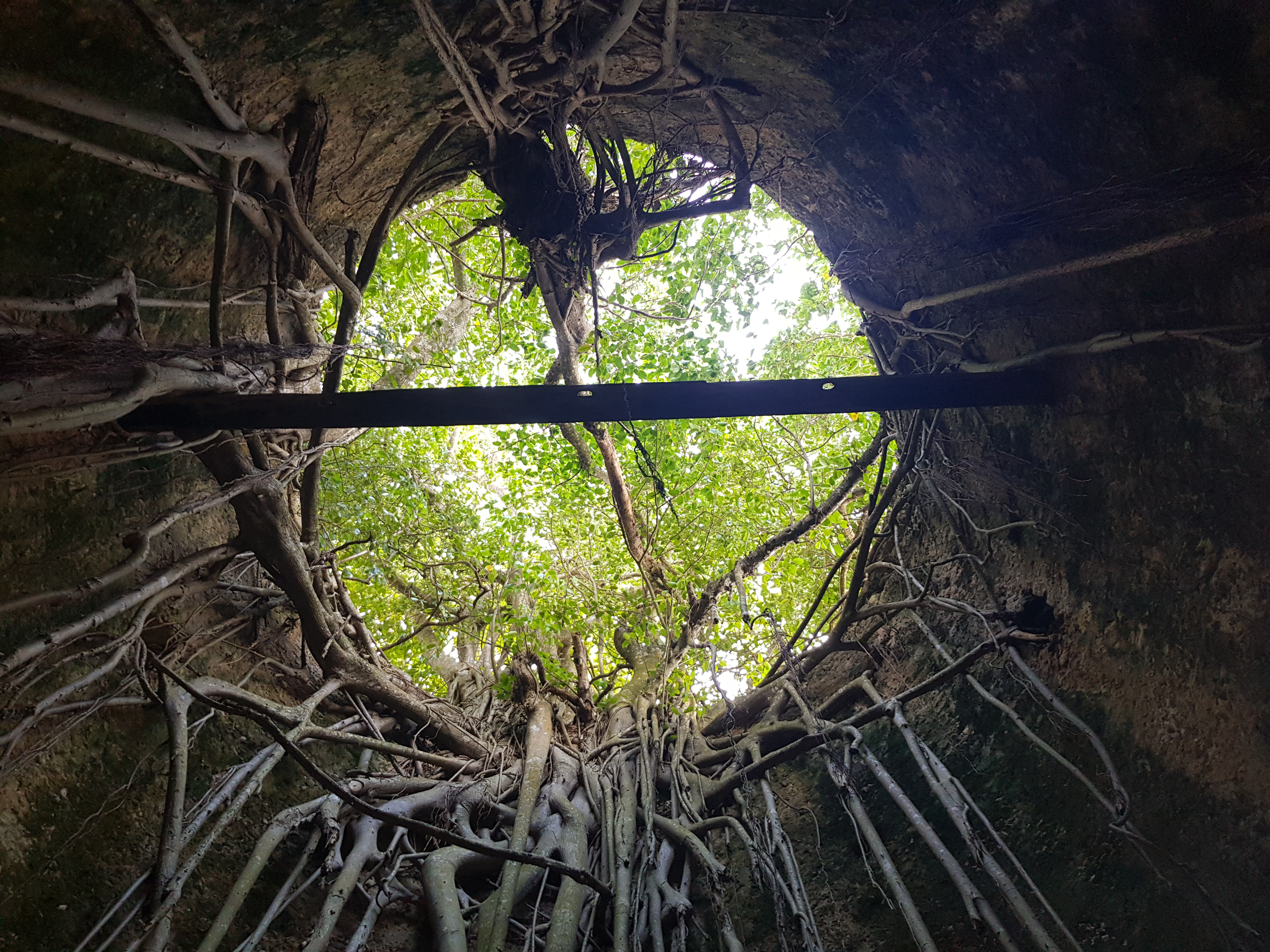
Sommet du moulin.
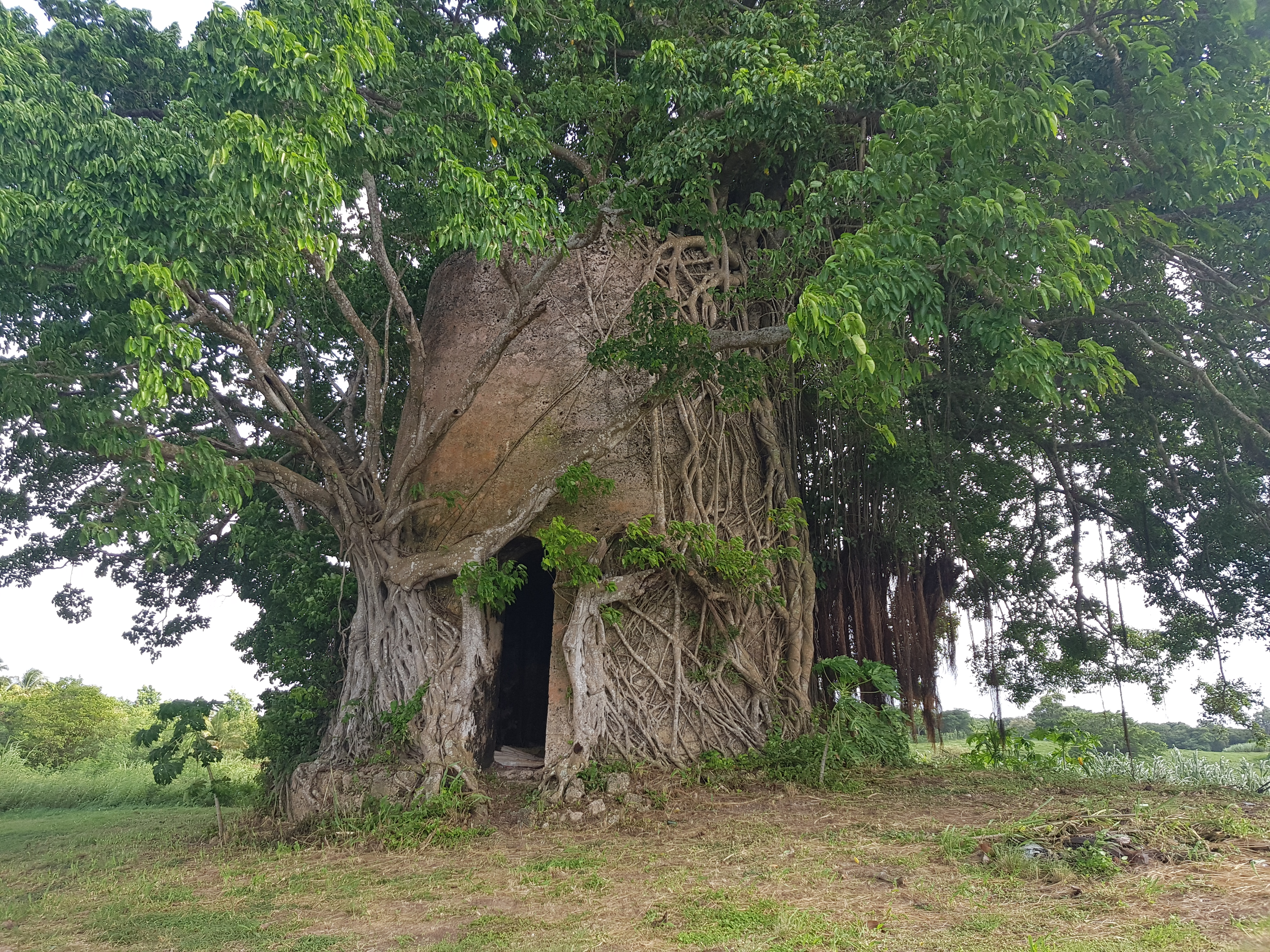
Le moulin.
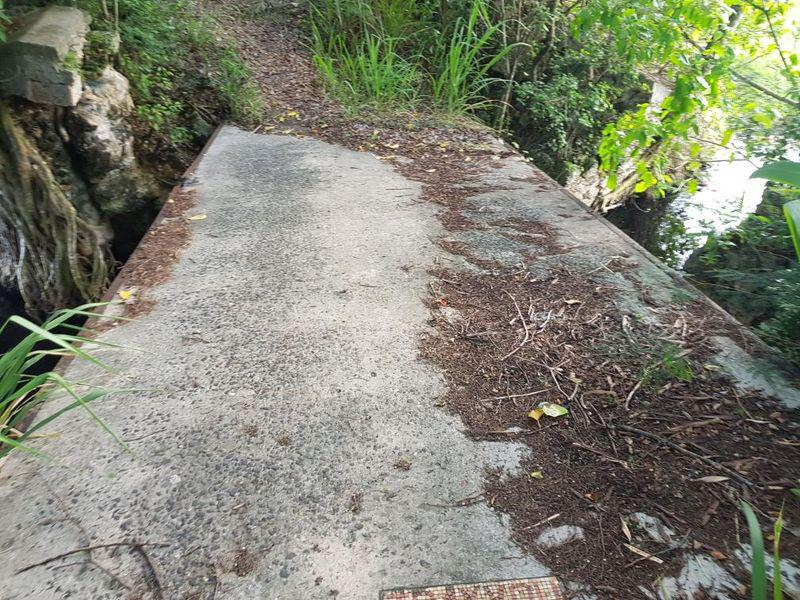
Ancien pont du chemin de fer sucrier de Beautiran.
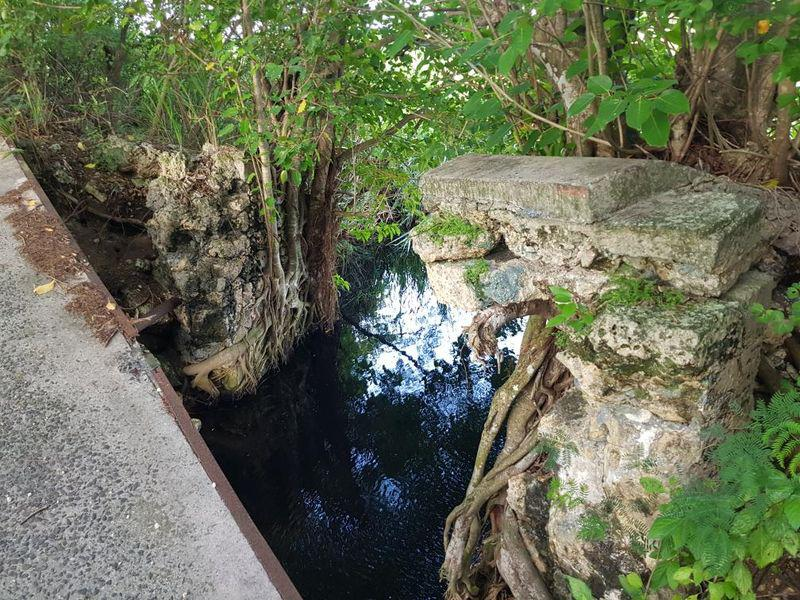
Ruines de l'ancien pont du chemin de fer sucrier de Beautiran. Le pont a été détruit en 1989 par l'Ouragan Hugo.
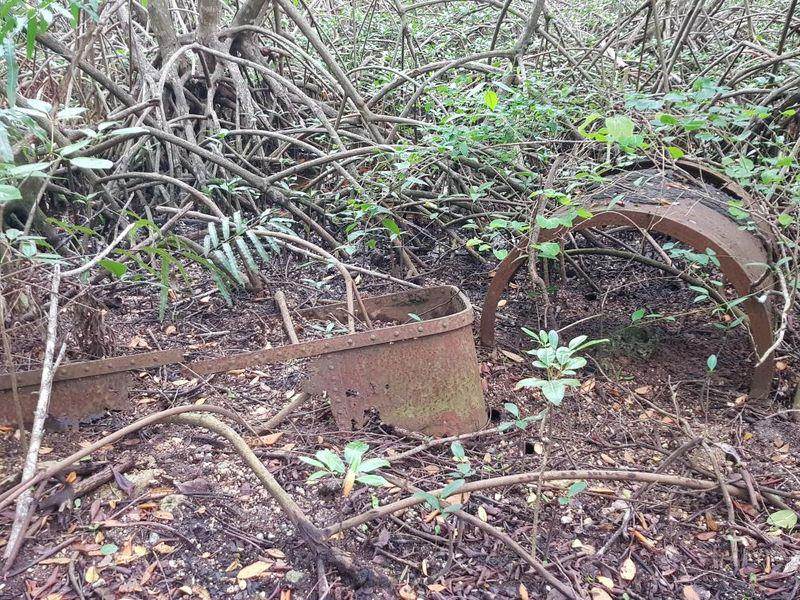
Vestiges des anciens wagons de chemin de fer de Beautiran.
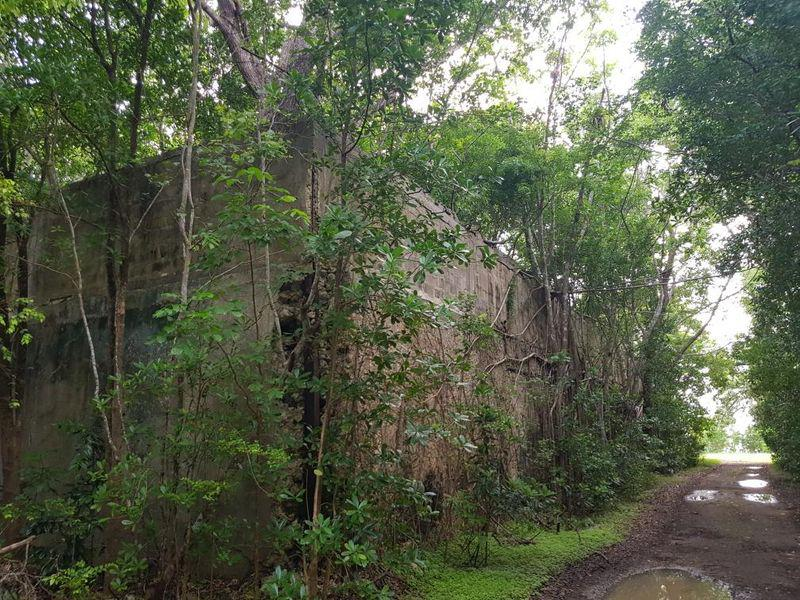
Ruines de l'ancienne usine sucrière de Beautiran.
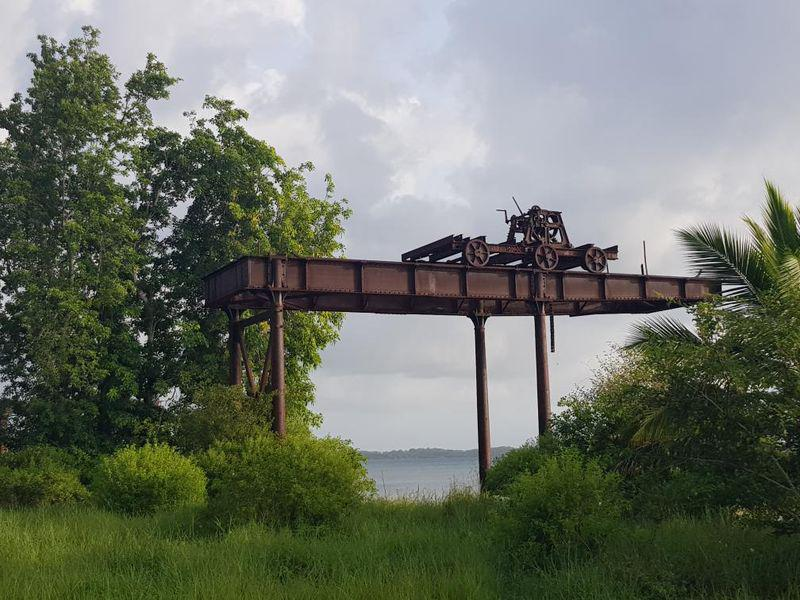
Vestige de l'ancien port d'embarquement de Beautiran.
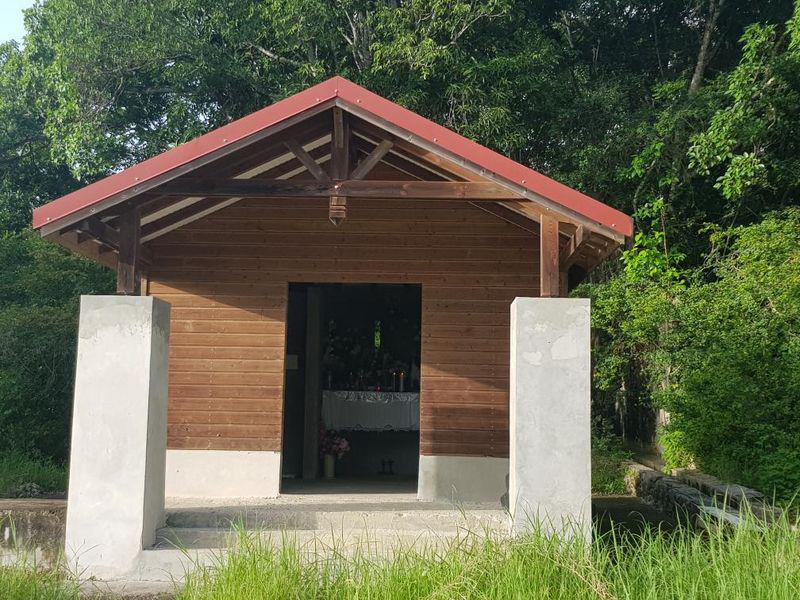
Chapelle.
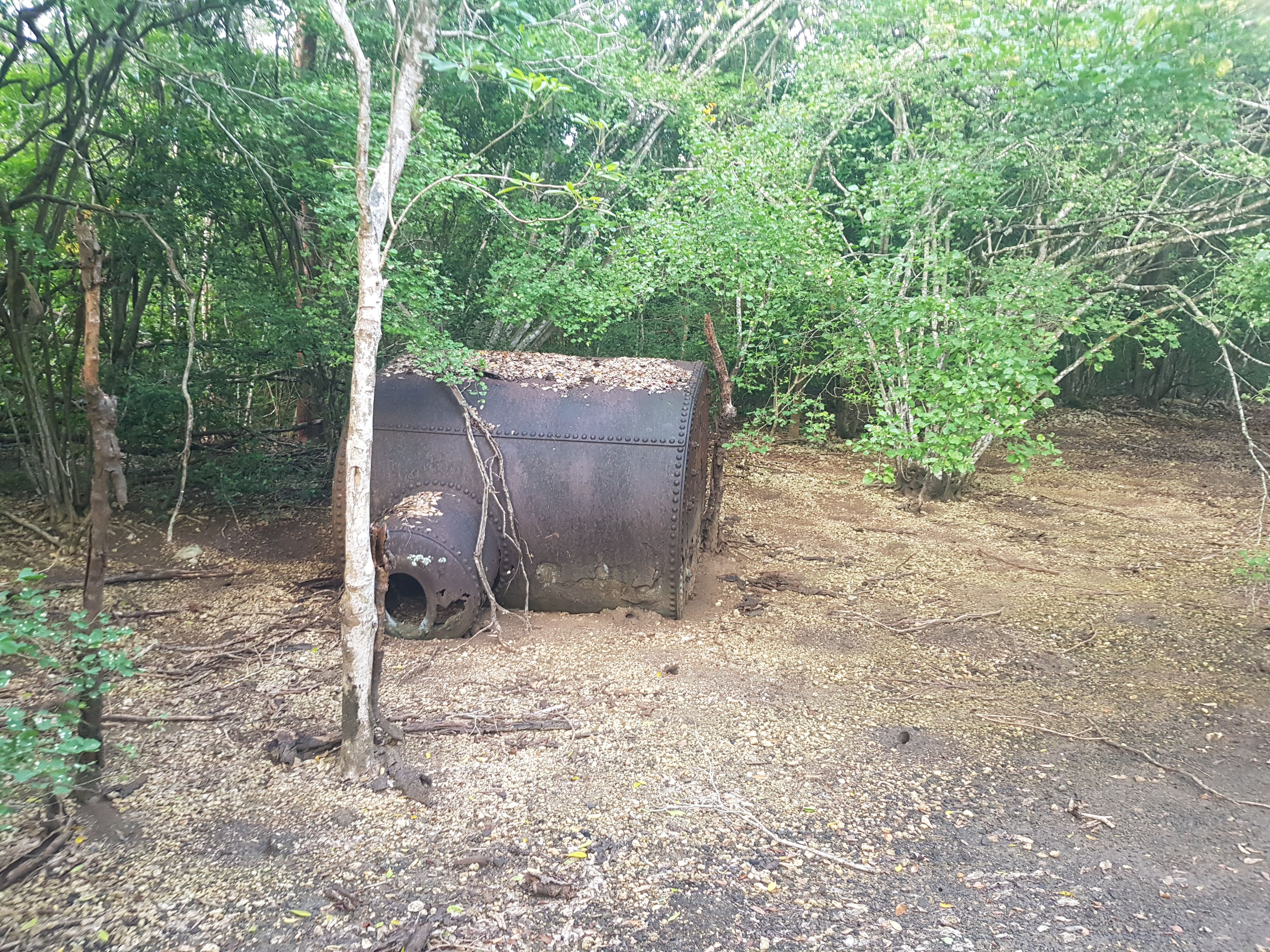
Vestige de l'usine de rhum de Beautiran.
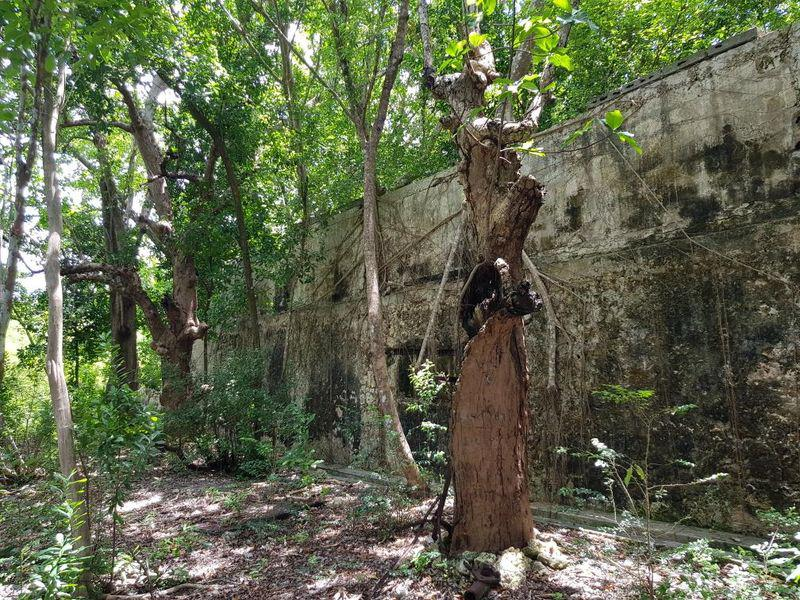
Ancienne usine sucrière de Beautiran.
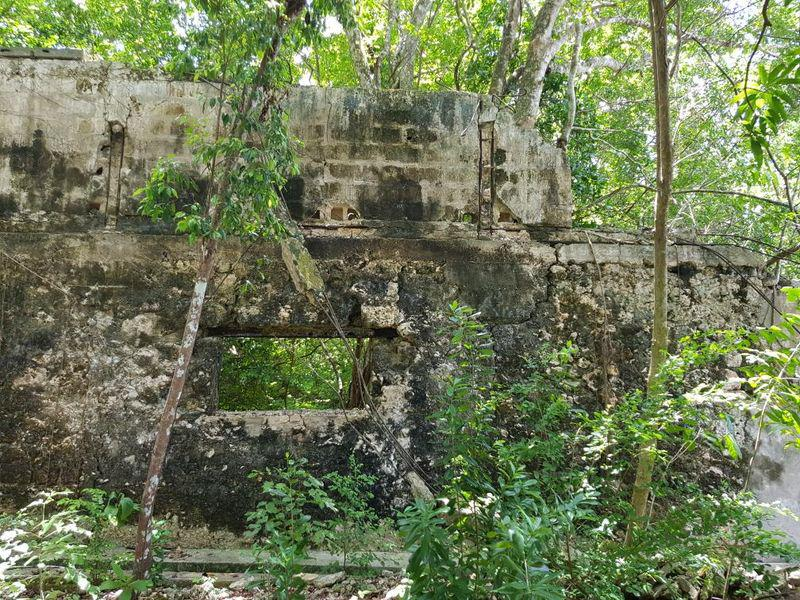
Ancienne usine sucrière de Beautiran.